# Främlingen (sociologi)
Främlingen är en essä av sociologen Georg Simmel, ursprungligen skriven som en exkurs till ett kapitel som behandlar rummets sociologi, i boken Soziologie. I essän introducerade Simmel begreppet "främlingen" som en unik sociologisk kategori. Han skiljer främlingen både från en konventionell "outsider", som inte har någon specifik relation till en grupp, och likväl från resande vilka kommer och går. Simmel ser främlingen som en som kommer idag och stannar i morgon. Främling är en medlem i gruppen där han bor, och deltar, men förblir dock relativt isolerad från andra – ”infödda” – medlemmar i gruppen. Jämfört med andra former av social distans och annanhet (gällande social stratifiering, huruvida någon är rasifierad eller beroende på genus) har främlingens avstånd att göra med dennes förmenta "ursprung". Främlingen uppfattas som främmande för gruppen även om han står i ständig relation till andra gruppmedlemmar; hans "avstånd" betonas konsekvent mer än hans "närhet". Margaret Mary Wood uttryckte det att främlingen uppfattas som i gruppen, men inte en i gruppen.
I essän berör Simmel kortfattat konsekvenserna av att erhålla en sådan unik social position för främlingen som adresserar den påverkan främlingens närvaro skänker andra gruppmedlemmar. Framförallt poängterar Simmel att främlingar på grund av sina speciella positioner i gruppen ofta utför särskilda uppgifter som de andra medlemmarna i gruppen antingen är oförmögna eller ovilliga att utföra. Till exempel, särskilt i förmoderna samhällen, var de flesta "främlingarna" involverade i handelsaktiviteter. På grund av deras relativa avstånd till lokala fraktioner kunde de också vara anställda som skiljemän och till och med domare.
Främlingsbegreppet har fått relativt bred användning i den efterföljande sociologiska litteraturen och har använts av sociologer som Robert Park och Zygmunt Bauman. Begreppet har emellertid också varit föremål för en del kontroverser angående tillämpning och tolkning.